# Modello svedese

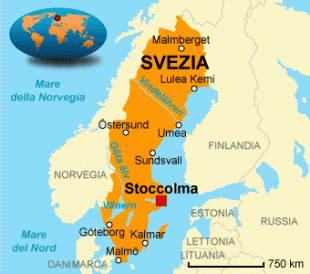
Cartina geografica della Svezia

Per modello svedese, modello scandinavo o modello nordico s'intende il peculiare sistema socio-economico affermatosi progressivamente in Svezia e negli altri Paesi nordici (Norvegia, Finlandia, Danimarca, Islanda).
Questo modello include uno stato sociale globale e una contrattazione collettiva multilivello, integrata nei meccanismi propri di un sistema capitalistico, con un'alta percentuale della forza lavoro sindacalizzata e una grande percentuale della popolazione occupata nel settore pubblico. In questo senso, è considerato da alcuni una sintesi di successo tra le caratteristiche del sistema socialista e quelle di un sistema di libero mercato.
Sebbene ci siano differenze significative tra i Paesi nordici, tutti condividono alcuni tratti comuni. I paesi nordici sono descritti come altamente democratici e hanno tutti una forma di governo unicamerale e utilizzano sistemi elettorali proporzionali. Tutti questi paesi sostengono uno stato sociale universalista mirato specificamente a migliorare l'autonomia individuale e promuovere la mobilità sociale; un sistema corporativistico che prevede un accordo tripartito in cui i rappresentanti del lavoro e dei datori di lavoro negoziano i salari e la politica del mercato del lavoro mediata dal governo; e un impegno per la proprietà privata all'interno di un'economia mista con la Norvegia che costituisce un'eccezione parziale a causa di un gran numero di imprese statali e di proprietà statali in società quotate in borsa. A partire dal 2020, tutti i paesi nordici si collocano in cima all'Indice di Sviluppo Umano corretto per le disuguaglianze (ISUD) e all'Indice della Pace Globale (GPI), oltre ad essere tra i primi nel World Happiness Report.
Il modello svedese si è originariamente sviluppato negli anni trenta per effetto delle politiche di governo dei partiti socialdemocratici e laburisti, tuttavia anche partiti di tutt'altra ispirazione e sindacati hanno contribuito al suo sviluppo. Il modello svedese iniziò a guadagnare attenzione dopo la seconda guerra mondiale, e negli ultimi decenni è stato trasformato in alcuni aspetti, includendo l'incremento di deregolazioni e privatizzazioni; tuttavia, la spesa per i servizi di welfare in questi paesi è rimasta comunque molto alta (rispetto alla media europea), e viene garantito un elevato livello di protezione sociale, definito spesso "dalla culla alla tomba", assieme ad una forte promozione dell’uguaglianza di status.
Il modello economico svedese non è da confondere col cosiddetto "modello svedese" in materia di prostituzione, in vigore dagli anni '90 e 2000 in Svezia, Islanda e Norvegia, per il quale è opportuno parlare di modello abolizionista o neo-proibizionista, in quanto si pone l'obiettivo di abolire la prostituzione, vietando l'acquisto di prestazioni.

## Contesto e storia
Il modello svedese prese le mosse dal "grande compromesso" tra lavoratori e datori di lavoro, supportato dai partiti agrari e operai negli anni '30 (ad esempio l'Accordo di Saltsjöbad e l'Accordo di Kanslergade). Le caratteristiche principali del modello svedese, tra cui la coordinazione centralizzata degli accordi sui salari tra datori di lavoro e sindacati, portò ad una pacificazione del conflitto di classe tra lavoro e capitale.
Aspetti come la sicurezza sociale e la contrattazione collettiva vennero meno a seguito degli squilibri economici dei vari paesi negli anni '80, e negli anni '90 le crisi finanziarie portarono a una diminuzione dei finanziamenti pubblici, soprattutto in Svezia e Islanda. Tuttavia, la spesa pubblica rimase alta in questi paesi, rispetto alla media degli altri paesi europei.

## Panoramica
Il sistema presenta tali caratteristiche:
- programmi universalistici di benessere sociale nazionali (assistenza sanitaria universale, diritto all'istruzione gratuita, sistema previdenziale)[7];
- alta spesa pubblica, causata dal numero molto elevato di dipendenti pubblici, utilizzata per finanziare le indennità di disoccupazione e i pensionamenti anticipati, e assicurazioni sociali collegate al reddito[7]; i disoccupati sono in grado di ricevere indennità per molti anni prima delle riduzioni, rispetto alle riduzioni veloci delle indennità degli altri Paesi; la spesa pubblica per la sanità e l'istruzione è significativamente più alta in Danimarca, Svezia e Norvegia rispetto alla media OCSE;
- politica fiscale egualitaria[7]; la pressione fiscale complessiva è fra le più alte al mondo; l'imposizione fiscale è progressiva, cioè i redditi più elevati pagano una percentuale di imposte più che proporzionale rispetto ai redditi più bassi, anche al fine di ridistribuire il reddito;
- attività politica di occupazione finalizzata al pieno impiego; politiche del lavoro finalizzate all'incremento della mobilità occupazionale ed estesi programmi di formazione[7];
- bassa regolamentazione del mercato, grande facilità d'impresa e basse barriere al libero commercio, combinati con i meccanismi collettivi di “condivisione dei rischi” che proteggono i cittadini contro le conseguenze negative della concorrenza straniera e della nuova tecnologia[7];
- posizione forte dei sindacati[7]; partnership tra datori di lavoro, sindacati e il governo, per cui i termini per regolare il lavoro sono negoziati tra queste parti sociali, piuttosto che essere imposti dalla legge;
- bassi livelli di corruzione.

### Esperimenti di autogestione
Durante il governo guidato dal socialdemocratico Olof Palme si tentò di mettere in atto il "piano Meidner", elaborato nel 1971 dall'economista Rudolf Meidner, vicino alla LO, principale sindacato svedese, particolare esperimento di socializzazione o socialismo autogestionario/mutualismo che non prevedeva una grande proprietà pubblica né una statalizzazione forzata con aziende totalmente pubbliche; esso sosteneva il graduale trasferimento a fondi gestiti dai sindacati e da cooperative, di sempre maggiori quote del capitale azionario delle grosse imprese (configurandosi come un'originale cooperazione-cogestione con partecipazione agli utili e azionariato popolare tra dipendenti su spinta dello Stato) e fu uno dei progetti più audaci del socialismo riformista europeo. Tuttavia non riuscì mai ad essere messo completamente in pratica, né la Svezia adottò una totale economia pianificata (che fosse di tipo collettivista o mista) né il capitalismo di Stato, seppur vicina ad una forma di economia socialista moderata.